# Duo (Krankenfahrzeug)
Das DUO ist ein dreirädriges motorisiertes Krankenfahrzeug für Personen mit Gehbehinderung.

## Geschichte
Die Produktion von Versehrtenfahrzeugen begann Ende der 1940er Jahre in der 1880 gegründeten „Firma Louis Krause, Leipzig“. Aufgrund geringer Stückzahlen und unzureichender Quellen ist über die Krankenfahrstühle dieser Zeit wenig bekannt. Es gab verschiedenste Konstruktionen, die offenbar meist von Krause beeinflusst waren oder von ihm selbst hergestellt wurden. Auf der Leipziger Herbstmesse 1954 stellte Krause unterschiedliche Krankenfahrstühle mit MAW-Hilfsmotor oder einem abgewandelten Motor der IFA RT 125/1 vor. Im Jahr 1955 wurde mit dem Krause Piccolo Trumpf der Grundstein für eine Reihe von motorisierten Krankenfahrstühlen gelegt, aus denen unter anderem die „Piccolo Duo 1–4“ hervorgingen. 1956 wurde die Fertigung eines Motor-Selbstfahrers Typ 330 mit dem Motor des Simson SR1 aufgenommen. Das Fahrzeug produzierte allerdings nicht Krause selbst, sondern der VEB Medizintechnik Dohna.
Im Jahr 1961 wurden die ersten zweisitzigen Fahrzeuge Piccolo DUO aus dem Piccolo Trumpf abgeleitet, nachdem im selben Jahr auf der Leipziger Frühjahrsmesse ein zweisitziger Kleinstwagen mit Leichtmetallkarosserie und 150-cm³-Motor präsentiert worden war, der jedoch nicht in Serie hergestellt wurde. Während das DUO seine endgültige Form 1970 erhielt und bis 1991 nahezu unverändert produziert wurde, endete die Fertigung der einsitzigen Trumpf-Modelle 1975, zuletzt als Trumpf/7.
Das DUO wurde weitgehend aus zum Teil modifizierten Bauteilen der Simson Schwalbe hergestellt und wird deshalb fälschlicherweise oftmals für ein Fahrzeug von Simson gehalten. Der eigentliche Hersteller „Krankenfahrzeugfabrik Krause“ wurde 1972 teilweise verstaatlicht und produzierte fortan nur noch Fahrstühle ohne Motor. Die Fertigung der motorisierten Krankenfahrstühle wurde jedoch fortgesetzt, im nun staatlichen Betrieb VEB Fahrzeugbau und Ausrüstungen Brandis. 1981 erfolgte eine Umbenennung – der Betrieb wurde dem VEB Robur-Werke Zittau als Werk 5 angegliedert. 1990 wurde das Werk aus dem IFA-Verband in das eigenständige Treuhandunternehmen Fahrzeugbau und Ausrüstungen Brandis GmbH ausgegliedert. Im März 1991 endete mit dem Ablauf der Allgemeinen Betriebserlaubnis (ABE) des Kraftfahrt-Bundesamtes die Produktion der DUOs in Brandis. Zum 31. Dezember 1991 wurde auch die Ersatzteilproduktion eingestellt. 1992 wurden die Produktionsanlagen durch die Treuhandanstalt an ein Unternehmen in Bohmte bei Osnabrück verkauft. Trotz Ablauf der Allgemeinen Betriebserlaubnis (ABE) des Kraftfahrt-Bundesamtes im Jahr 1991 wurden die Modelle 4/1 und 4/2 in geringen Stückzahlen zum Stückpreis (Stand: 23. Oktober 2002) ab 5500 Euro weiter produziert.
Die Krankenfahrstühle aus Brandis wurden auch exportiert. Hauptabnehmer war Polen, wohin 50 % der gesamten Produktion gelangten. Ein weiteres Exportland war Albanien.

## Modelle

### Piccolo Duo
Neben verschiedenen einsitzigen Fahrzeugen wurde erstmals 1961 ein zweisitziges „DUO“ von Louis Krause hergestellt. Es wurde schlicht PiccoloDUO genannt.

### Piccolo Duo/2

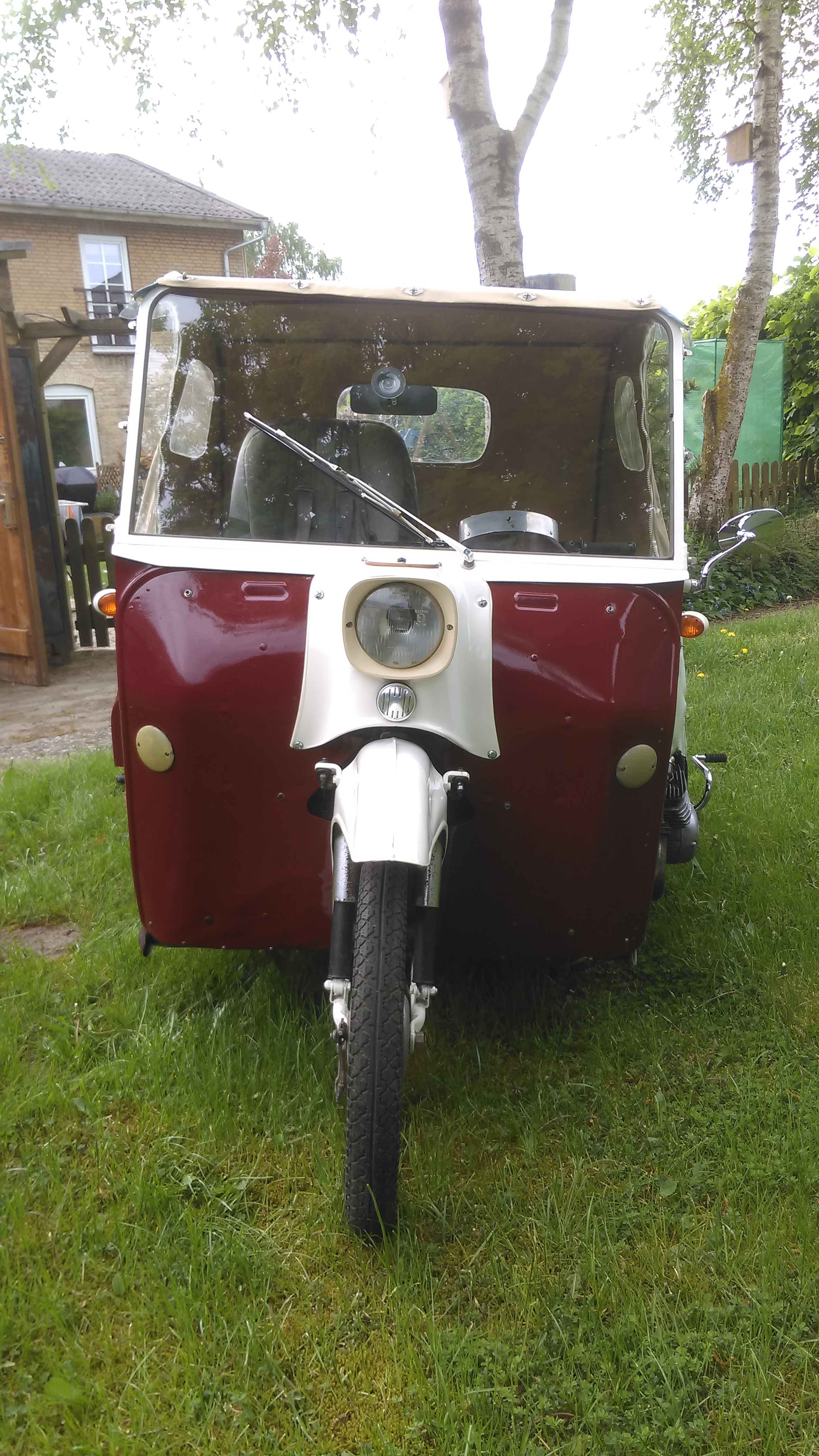
Rarität: Krause Piccolo Duo/2, Baujahr 1965, restauriert (urspr. Farbe blau)

Hierfür wurde u. a. die nun für den künftigen Zweisitzer eigens verbreiterte Frontverkleidung des „Pitty“-Rollers verwendet. Es wurde schlicht PiccoloDUO genannt. Vermutlich ab 1964, sicher ab 1965 wurden die umfangreich überarbeiteten DUOs produziert. Hierzu verwendete man – deutlich am Erscheinungsbild erkennbar – die bekannten Teile aus der Simson-Vogelserie. Charakteristisch für das PICCOLO DUO/2 waren die bekannten Ochsenaugenblinker an den Seiten der Hinterradkästen, die Frontbleche aus Aluminium, eine Seilzuglenkung und der 3-Gang-Antrieb (Gangschaltung am Lenkergriff) mit 3,2-PS-Motor ebenfalls aus der wenige Jahre zuvor auf dem Markt erschienenen Simson Schwalbe.
Im Internet lassen sich Quellen finden, die für das Modell DUO/2 eine geringe produzierte Anzahl von etwa 60 Stück nennen, die wegen des hohen Gesamtgewichts und Windwiderstands mit der ersten Motorgeneration maximal 45 bis 50 km/h erreichten.

### Duo/3
Etwa von 1967 bis 1971 wurde dann das Duo/3 als Weiterentwicklung produziert, nun jedoch mit Frontblechen aus Stahlblech, Seitenblinkern auf den Radkästen, aber immer noch mit der Seilzuglenkung der Vorgängermodelle.
Ebenfalls ab 1971 wurde für das neue DUO/4 die Produktion erneut geändert, welches ab 1972 zum Verkauf angeboten wurde. Eckige Rückleuchten, Lenkgestänge und eine kräftigere Motorisierung kamen ab jetzt zum Einsatz.

### Duo/4, Duo 4/1 & Duo 4/2
Von diesem Modell wurden erstmals größere Stückzahlen gefertigt. Wie alle folgenden Modelle auch verfügte es über einen 49,6-cm³-Einzylinder-Zweitaktmotor mit handgeschaltetem Dreigang-Klauengetriebe und automatischer Fliehkraftkupplung im Ölbad zum Anfahren, wie er auch fast baugleich beim Kleinroller Typ „Schwalbe“ (KR51/1S) verwendet wurde. Dieser Motor entwickelt eine Leistung von 2,65 kW (3,6 PS), womit das DUO auf ebener Fahrbahn eine Höchstgeschwindigkeit von etwa 60 km/h erreicht.
Kurz nach der Verstaatlichung 1972 wurde aus dem DUO 4 das DUO 4/1. Die Weiterentwicklung beschränkte sich auf einen von 6,8 auf 14 Liter vergrößerten Tank sowie einen serienmäßigen rechten Rückspiegel. Der Jahresausstoß betrug fortan etwa 1100 Fahrzeuge, welche anfangs in Olivgrün, später ausschließlich in Orange lackiert wurden. Eine Weiterentwicklung fand in den folgenden Jahren nicht statt. 1989 erschien das optisch fast unveränderte DUO 4/2, welches eine verbesserte elektrische Ausstattung inklusive Elektrostarter aufwies. Das DUO 5 existiert nur als Prototyp und sollte in der „Fahrzeugbau und Ausrüstungen Brandis GmbH“ hergestellt werden. Es wurden vom Kraftfahrtbundesamt jedoch Auflagen gemacht, die einer Serienproduktion entgegenstanden.

## Ausstattung DUO 4/1
Das DUO 4/1 verfügte über zwei mit Federkern gepolsterte Sitzplätze. Serienmäßig wurde ein fragiles Gestänge, über das eine Plane mit Fensterausschnitten gespannt war, als Wetterschutz verwendet. Hinter der Rückbank befand sich eine Tasche zur Aufbewahrung von Werkzeug und anderem. Das Fahrzeug verfügte über beachtliche Fahrleistungen und konnte komplett per Hand bedient werden. Mit der rechten Hand wurde der Gasgriff betätigt, mit der Linken der Anreißhebel und der Schalthebel. Aufgrund der automatischen Fliehkraftkupplung musste die Kupplung nicht manuell betätigt werden. Die Bremsen wirkten auf alle drei Räder und wurden durch Drücken des Lenkers in Fahrtrichtung betätigt. Ferner gab es eine Feststellbremse. Ein erheblicher Mangel für ein behindertengerechtes Fahrzeug war der fehlende Rückwärtsgang. Der Scheinwerfer wurde durch die Lichtmaschine des Motors mit Strom versorgt. Alle anderen elektrischen Verbraucher wurden von einer Batterie gespeist. Im Unterschied zur Vogelserie von Simson konnte das Rücklicht beim Duo deshalb auch bei abgestelltem oder defektem Motor eingeschaltet werden. Blinker gab es serienmäßig ebenso wie einen elektrischen Scheibenwischer. Als Zubehör war eine Wetterschutzdecke lieferbar, die die Beine vor Regen und Kälte schützte. Einige Ausstattungsdetails sind im DUO sehr einfach, aber genial gelöst. Die Scheibenwaschanlage wird etwa durch eine Zugpumpe aktiviert, die vom Pkw Trabant entlehnt ist, und die Tankfüllstandsanzeige besteht aus einem vertikal am Tank angebrachten Benzinschlauch, aus dessen Füllstand sich der Tankfüllstand ableiten lässt. Die Fixierung der Windschutzscheibe ist nicht ganz ausreichend, sodass es zu Flattererscheinungen bei höheren Geschwindigkeiten kommen kann. Ferner ist die große Seitenwindempfindlichkeit des nur 140 kg schweren Fahrzeugs zu beachten. Die Motorgeräusche sind bei höheren Drehzahlen erheblich und aus heutiger Sicht inakzeptabel groß. Aufgrund der extrem spartanischen Ausstattung und des schlechten Wetterschutzes wurden viele Duos nachträglich umgebaut, häufig auch mit einem geschlossenen Aufbau mit Tür und festem Dach versehen. Auch Gepäckträger am Heck des Duos waren keine Seltenheit. Direkt ab Werk gab es solche Ausführungen offenbar nur kurzzeitig. Bastler hingegen konnten an solchen Umbauten ihre ganze Kreativität ausleben.

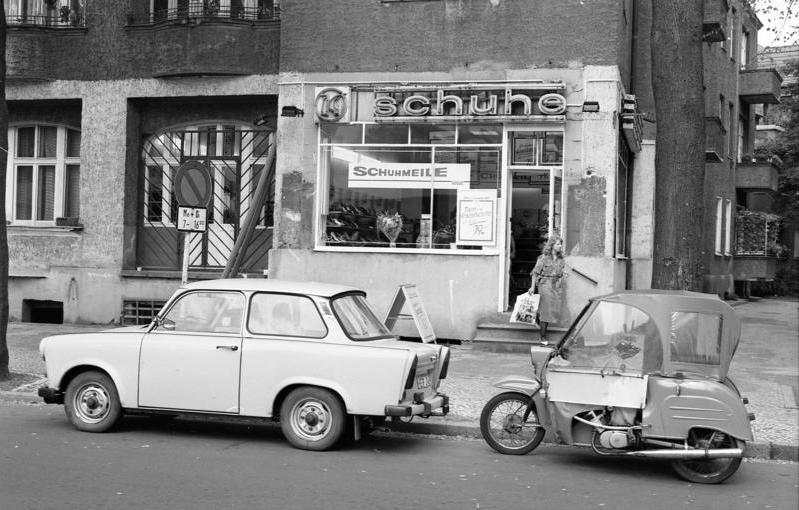
DUO mit originalem Motor, jedoch mit Kickstarter (statt Handhebel)
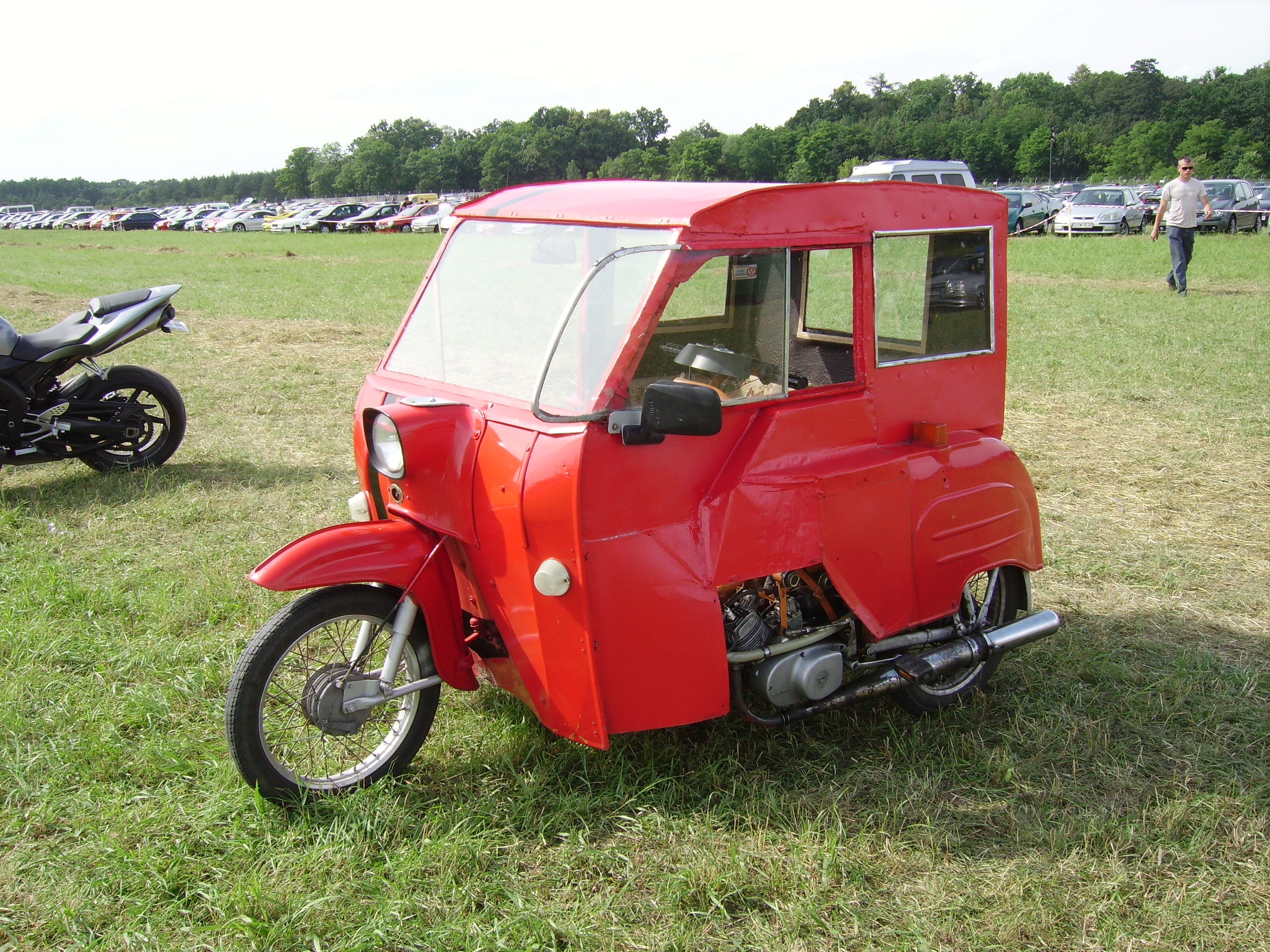
DUO mit selbst umgebautem festen Dachaufbau und einer selbstangebauten Pedale zum Starten des Motors per Fuß
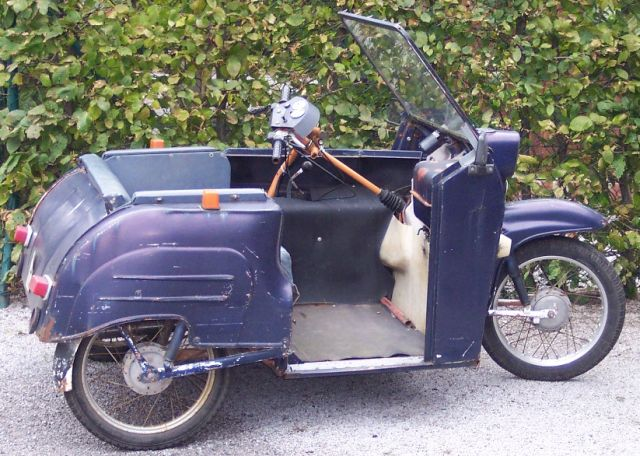
DUO ohne Dach
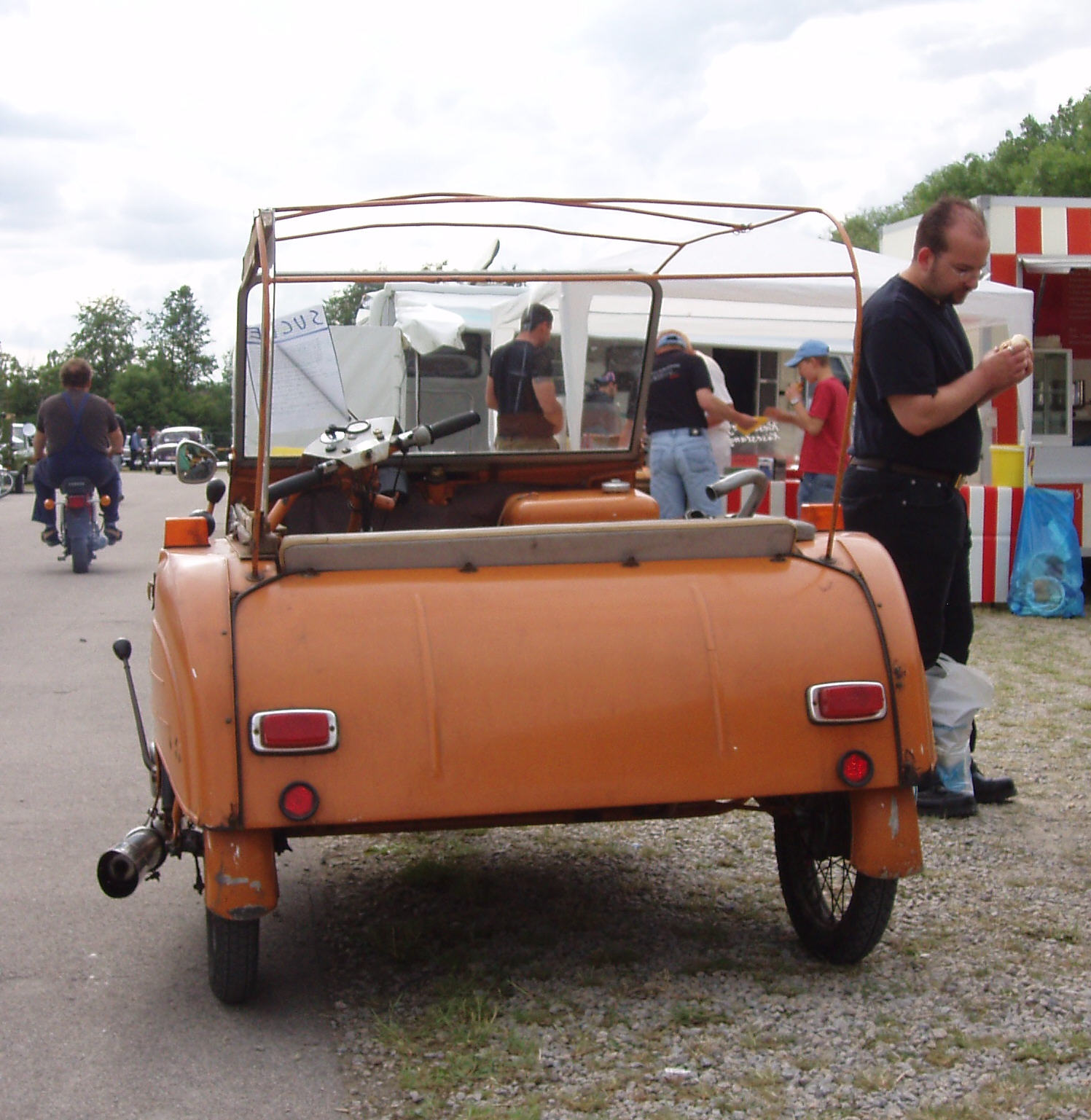
DUO von hinten mit dem originalen Handhebel zum Anwerfen des Motors

## Gesetzliche Bestimmungen
Die Genehmigung zum Erwerb eines fabrikneuen DUOs wurde früher in der DDR auf Antrag durch die örtliche Sozial- bzw. Krankenversicherungsanstalt (SVK) ausschließlich an körperbehinderte Personen erteilt, die dann mit einem entsprechenden Berechtigungsschein ohne lange Wartezeit von einem der Hersteller ein DUO für etwa 2900 Mark kaufen konnten. Anfallende Werkstattkosten wurden von der Versicherung übernommen, und nach sechs Jahren wurde ein neues Duo zur Verfügung gestellt. Gebrauchte DUOs konnten dann von nichtkörperbehinderten Personen aus zweiter Hand erworben und gefahren werden.
Das DUO ist ein nicht zulassungspflichtiges Fahrzeug, das heute lediglich mit einem Versicherungskennzeichen zu versehen ist. Es darf mit der Führerscheinklasse AM (vorher M) gefahren werden, obwohl es eine Höchstgeschwindigkeit von 55 km/h erreicht. Laut Einigungsvertrag und Fahrerlaubnisverordnung dürfen in Deutschland Ein- und Mehrspurfahrzeuge der ehemaligen DDR mit maximal 50 cm³ Hubraum trotz einer Höchstgeschwindigkeit bis zu 60 km/h, die in der DDR zulässig war, mit der Klasse AM gefahren und als Kleinkraftrad versichert werden, sofern sie vor dem 28. Februar 1992 erstmals in den Verkehr kamen.

## Sport
Seit 1992 wird jährlich im niedersächsischen Emsen eine Duo-Weltmeisterschaft ausgetragen. Als Rennstrecke wird hierfür ein Rundkurs mit einem zu durchfahrenden Wasserloch auf einem Feld abgesteckt.